# Konstanty Ildefons Gałczyński
Konstanty Ildefons Gałczyński (Varsavia, 23 gennaio 1905 – Varsavia, 6 dicembre 1953) è stato un poeta polacco.

## Biografia

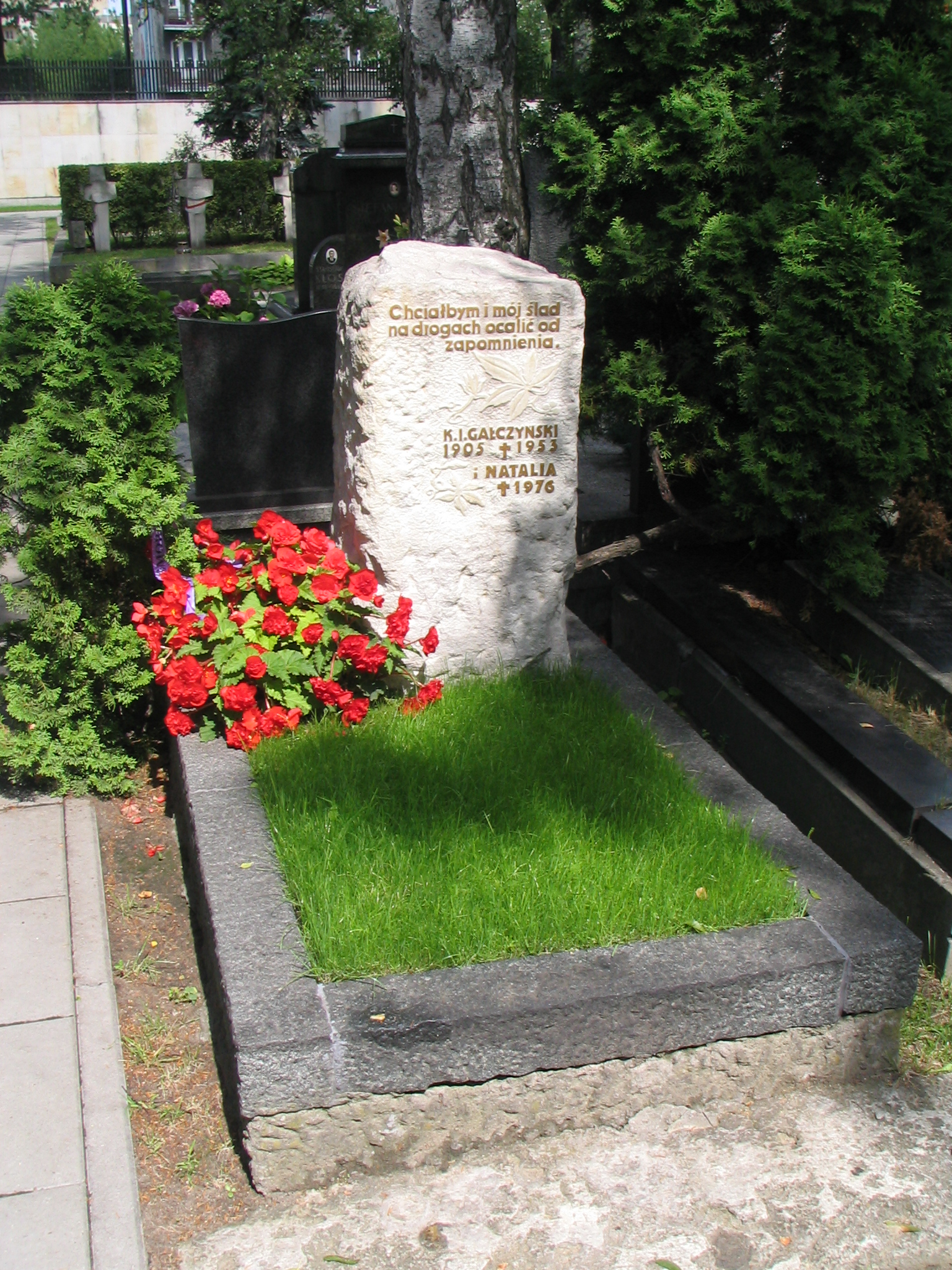
La tomba di Konstanty Ildefons Gałczyński e di sua moglie Natalia a Varsavia.

Nacque in una famiglia appartenente al ceto medio, che allo scoppio della prima guerra mondiale si trasferì a Mosca, dove visse dal 1914 al 1918. Suo padre lavorò in Russia come impiegato.
Si cimentò nella letteratura giovanissimo, come testimoniato dal sonetto All'onore, scritto all'età di 11 anni.
Ritornò a Varsavia nel 1918 e si iscrisse a studi classici all'università locale.
Frequentò con assiduità corsi di musica e indubbiamente questa sua predilezione si riversò anche nelle sue liriche, che si caratterizzarono per una marcata musicalità insita nelle parole e nelle locuzioni, agevolata anche dall'introduzione di neologismi.
Purtroppo questa qualità particolare ha reso più difficile rispettare il significato e l'efficacia del testo originale nella traduzione in altre lingue dei suoi lavori.
Il suo stile poetico deve molto alla conoscenza degli autori anglosassoni moderni e suoi contemporanei.
All'età di 23 anni si avvicinò al circolo culturale Kwadryga, che diffondeva idee e ideali innovativi, ispirati dal Futurismo e dalla poesia d'avanguardia.
Nel 1930 si sposò con Natalia Avalov.
Proprio nel 1930 esordì con il poema folkloristico La fine del mondo.
Dal 1931 al 1933 soggiornò a Berlino, mentre dal 1934 al 1938 si trasferì a Vilnius, e nel 1936 gli nacque la figlia Kira.
Partecipò alla seconda guerra mondiale, ma venne catturato dai tedeschi e internato nel lager di Altengrabov.
Nel secondo dopoguerra viaggiò intensamente in Europa, soggiornando a Parigi, a Bruxelles e a Roma, prima di fermarsi definitivamente a Varsavia.
Se il suo periodo artistico giovanile evidenziò una propensione alla vena satirica, talvolta persino spregiudicata e all'umorismo assurdo aventi come bersaglio argomenti politici e sociali, sempre a metà strada fra il realismo e l'illogicità, come nel ciclo L'oca verde (Zielona ges), nella maturità scoprì un suo nuovo talento nella lirica pura, dando prova di essere un grande poeta e realizzando le sue opere migliori, lasciando alle spalle il virtuosismo lessicale degli inizi e occupandosi di tematiche più profondamente umane. realizzò poesie, farse a carattere grottesco e favole esopiche.
Indubbiamente il suo ottimo bagaglio culturale, rinforzato dall'assimilazione della letteratura inglese, francese e italiana, gli consentì di sospingere più in là il suo orizzonte di ricerca e la conversione in versi della sua spiccata e originale fantasia.
Tra le sue opere più significative si possono citare La visita (1936), Preghiera all'angelo custode (1933), caratterizzate da miscugli ed eleganze cromatiche, rese ancora più complete e profonde in La morte di Andersen (1949), in La slitta (1951), in Incontro con la madre (1950) e in uno dei suoi capolavori: Niobe (1950), il cui contenuto descrive le vicissitudini dei polacchi al tempo della seconda guerra mondiale. Un altro suo capolavoro è tuttavia il paradossale Viaggio di Chryzostom Bulwieć a Ciemnogrod (1954).
Altri suoi lavori, come ad esempio Stalin è morto (Umart Stalin, 1953) invece si incanalarono negli stili e nelle regole dettate dalle convenzioni del socialismo reale.

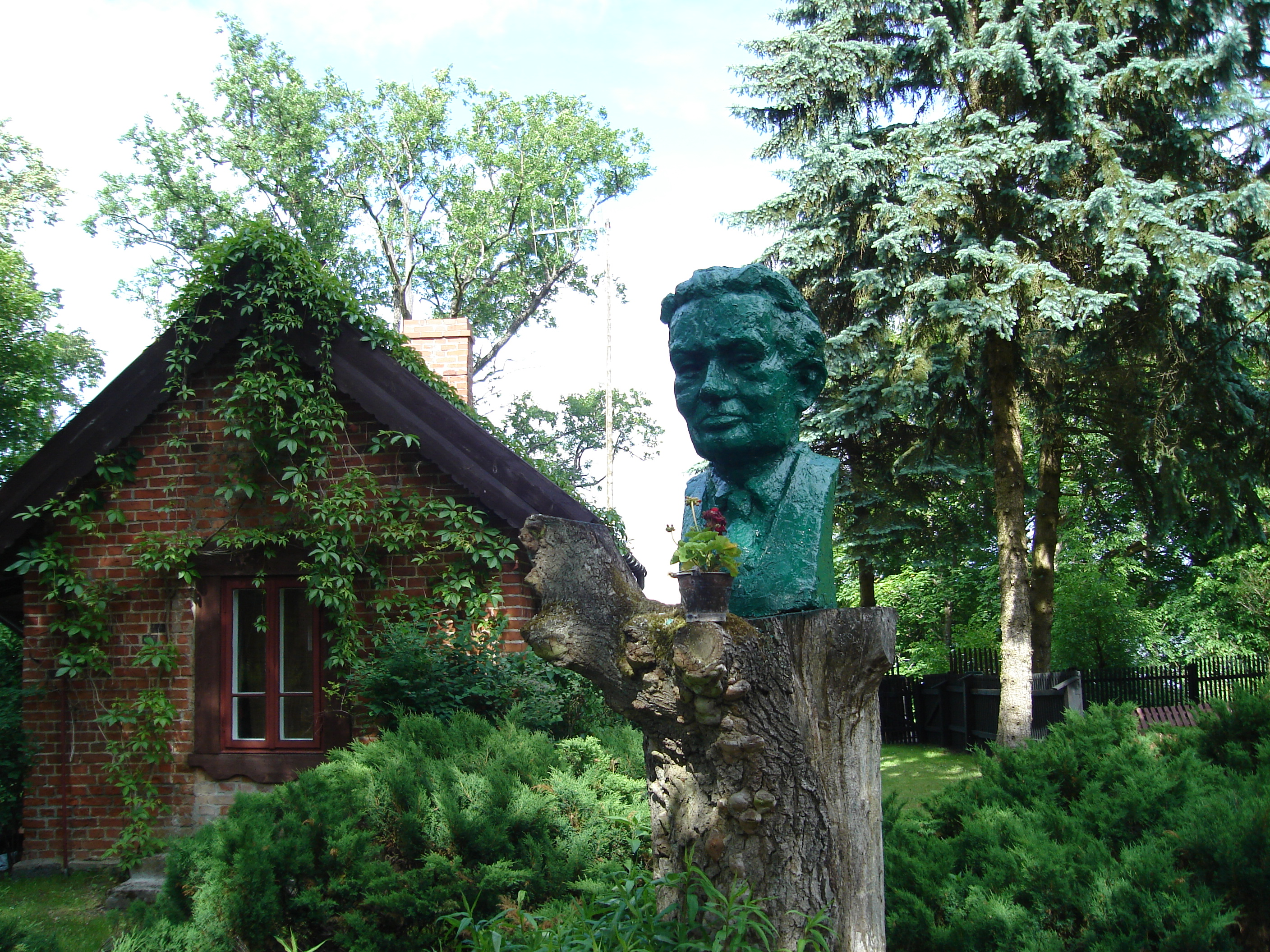
Busto del poeta presso il museo Pranie.

Nel 1950 le sue opere divennero oggetto di contesa ideologica e alcuni suoi lavori vennero denunciati all'autorità per sospetto deviazionismo politico.
Di notevole importanza anche i suoi Canti (1953), scritti poco tempo prima della sua morte avvenuta per un attacco cardiaco, e da ritenersi un vero e proprio testamento artistico e spirituale, di profondo spessore psicologico.
Realizzò anche numerose traduzioni di opere di William Shakespeare e di Friedrich Schiller.
Viene citato, sotto il nome di Delta nell'opera di Czesław Miłosz La mente prigioniera (1953).
Le sue poesie sono state musicate, o comunque sono state fonte di ispirazione, da vari autori di musica popolare.
Dal 1998 è stato istituito un concorso poetico biennale denominato Gałczynalie, e la fondazione L'oca verde è stata costituita a Varsavia nel 2007.
Il nome di una trentina di istituti scolastici è stato dedicato alla memoria dell'autore.